# 名倉家

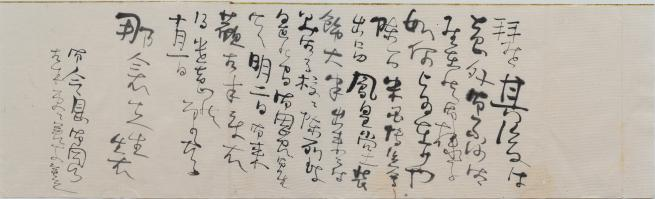
四代目名倉彌一宛岡倉天心書簡(明治25年)

名倉家（なぐらけ）は、江戸時代に著名な接骨医である名倉直賢を輩出し、その後代も整形外科として名をなした一家である。

## 来歴
桓武天皇の後裔である秩父氏の分家畠山氏の畠山行家が秩父加賀守行家を称し、名倉右京亮を号したのが「名倉」または｢奈倉」の姓の始まりである。戦国時代、武田氏が秩父地方に進出したのに伴いその地を去り、江戸の千住に移り住んだ。千住に移ったのは名倉重直（1668年 - 1712年）の代とされる。
名倉弥次兵衛直賢（1750年 - 1827年）は、木村揚甫に人工呼吸法である「死活」の術を学んだ。
1771年（明和7年）、「骨接ぎ所」を千住に開業して名をなした。以後、名倉家は「接骨術の代名詞」となった。森鷗外の新聞小説『渋江抽斎』には「当時流行した接骨家元大坂町の名倉弥次兵衛」として登場し、作中でその流行ぶりを「研ぎ上ぐる刃物ならねどうちし身の名倉のいしにかゝらぬぞなき」と狂歌に詠まれている。
葛飾北斎は文化3年（1806年）頃、名倉弥次兵衛に入門して人体の骨格の勉強をし、やっと人体を描く本当の方法がわかったと語っている。
夏目漱石も小説『道草』に「驚ろいた養父母はすぐ彼を千住の名倉へ伴れて行って出来るだけの治療を加えた」と描写している。『漱石研究年表』によれば、漱石は1871年（明治4年）に骨折し名倉整骨院で治療を受けている。
東京大学総合図書館の鴎外文庫には森鴎外の自筆による「名倉系図」が所蔵されている。
陸軍軍医総監となる石黒忠悳は青年時代に江戸の麹町で開業していた名倉弥五郎に入門を申し込んだところ、西洋医学を勧められたという逸話があり、のちに名倉直賢から2代後で弥五郎の義弟である名倉知文（1841年 - 1898年、眞斎）と同じ陸軍軍医として親交を結んでいる。この石黒と弥五郎のやりとりは司馬遼太郎の小説『胡蝶の夢』の一場面として登場する。
直賢から5代目となる名倉謙蔵（1866年 - 1939年）は、東京・駿河台に整形外科病院「名倉病院」を1931年に開設している。
6代目の名倉重雄（1894年 - 1985年）は、名古屋帝国大学教授として整形外科学講座を開設し東京厚生年金病院長を務めた。また、夫人は高橋是清の孫娘である。
「骨接ぎ」の代名詞として「名倉」の名前は江戸を舞台とするドラマや小説に登場している。必殺仕事人の「必殺シリーズ10周年記念スペシャル 仕事人大集合」でフランキー堺が演じる名倉堂与市や山手樹一郎の小説「江戸の暴れん坊」「おたすけ町医者恋情剣」の主人公、名倉鳶太郎等である。
現在でも多くの接骨院は名倉の名称を継承している。

## 建築物
当主名倉市倉尚壽の代に旧診療所は、12代将軍家慶より「千住御鷹野御成の御休息所申し付くるものなり」との内示を受け、大変な苦労をして大改修を行い将軍来訪に備えた。将軍家が実際に千住で鷹狩りを行ったのは1848（嘉永元）年11月であったが、実際に休息されたのは当時の将軍ではなく後に13代将軍になった家定であった。
現存している建物は、その当時のものに縁側部分を増築したものと考えられている。現在に残っている庭園は当時の大きさの半分以下になってはいるが、樹齢100年以上と推定されるものもあり樹木医の手によって養生保存されているものもある。
また、現代に残る建物として名倉家の蔵が紹介されているものもある。